# 요리인류키친
요리인류키친은 매주 평일 오전 10시 40분에 KBS 2TV에서 방송된 한국방송공사의 텔레비전 프로그램이다.

## 기획 의도
요리에 대한 인문 지식을 맛보는 새로운 데일리 형식의 푸드멘터리 텔레비전 프로그램이다.

## 방송 시간
| 방송 채널 | 방송 기간                | 방송 시간                       |
| --------- | ------------------------ | ------------------------------- |
| KBS 2TV   | 2015년 4월 6일 ~ 7월 3일 | 월~금 오전 10:40 ~ 10:50 (10분) |

## 방송 회차

### 요리인류

#### 2014년
| 회차 | 방송일   | 제목                 |
| ---- | -------- | -------------------- |
| 1회  | 3월 26일 | 빵과 서커스          |
| 2회  | 3월 27일 | 낙원의 향기 스파이스 |
| 3회  | 3월 28일 | 생명의 선물 고기     |

#### 2015년
| 회차 | 방송일   | 제목                   |
| ---- | -------- | ---------------------- |
| 4회  | 2월 11일 | 불의 맛                |
| 5회  | 2월 12일 | 모험의 맛, 커리        |
| 6회  | 2월 13일 | 영혼의 맛, 빵          |
| 7회  | 2월 19일 | 요리한다 고로 인간이다 |
| 8회  | 2월 20일 | 마지막 한 접시         |

### 요리인류키친

#### 2015년
| 회차 | 방송일   | 제목                                          |
| ---- | -------- | --------------------------------------------- |
| 1회  | 4월 6일  | 카우보이의 만찬, 치킨 프라이드 스테이크       |
| 2회  | 4월 7일  | 와인에 빠진 닭, 코코뱅                        |
| 3회  | 4월 8일  | 카스텔라의 변신, 카스도스                     |
| 4회  | 4월 9일  | 파리지앵의 아침, 크루아상 블랙퍼스트 샌드위치 |
| 5회  | 4월 10일 | 완벽한 한 끼 카레 우동                        |
| 6회  | 4월 13일 | 프랑스의 품격 비프 스테이크 샌드위치          |
| 7회  | 4월 14일 | 생명의 빵, 팔라펠 샌드위치                    |
| 8회  | 4월 15일 | 마야의 샌드위치, 멕시칸 칠리 랩               |
| 9회  | 4월 16일 | 뉴요커의 아침 베이글 & 록스                   |
| 10회 | 4월 17일 | 이탈리아의 자부심 치아바타 파니니             |
| 11회 | 4월 20일 | 국수의 조상, 라그만                           |
| 12회 | 4월 21일 | 축복의 쌀국수, 카놈친                         |
| 13회 | 4월 22일 | 장인의 면발, 튀김 우동                        |
| 14회 | 4월 23일 | 히말라야의 국수, 푸타                         |
| 15회 | 4월 24일 | 기발한 불의 맛, 네기 라멘                     |
| 16회 | 4월 27일 | 교황의 파스타, 팀발로                         |
| 17회 | 4월 28일 | 파스타와 예술의 만남, 알라 노르마 파스타      |
| 18회 | 4월 29일 | 비너스의 배꼽 토르텔리니                      |
| 19회 | 4월 30일 | 파스타의 발명 봉골레 스파게티                 |
| 20회 | 5월 1일  | 파스타 소스의 기본! 볼로네제 파스타           |
| 21회 | 5월 4일  | 페르시아의 불 맛 이란식 케밥                  |
| 22회 | 5월 6일  | 프랑스 최고의 별식 테린                       |
| 23회 | 5월 7일  | 화려한 도시의 추억 스테이크 다이앤            |
| 24회 | 5월 8일  | 날 것의 유혹 비프 카르파초                    |
| 25회 | 5월 11일 | 여왕의 커리 치킨 필라우                       |
| 26회 | 5월 12일 | 천국의 향기 문어 삼발 고렝                    |
| 27회 | 5월 13일 | 시나몬의 유혹, 스리랑카 게 커리               |
| 28회 | 5월 14일 | 영국의 국민 커리, 치킨 티카 마살라            |
| 29회 | 5월 15일 | 커리의 재탄생, 카레라이스                     |
| 30회 | 5월 18일 | 맛의 신세계 에그 베네딕트                     |
| 31회 | 5월 19일 | 이스라엘의 아침 샤크슈카                      |
| 32회 | 5월 20일 | 영국이 사랑한 걸작 아놀드 베넷 오믈렛         |
| 33회 | 5월 21일 | 달걀의 달콤한 변신 에그타르트                 |
| 34회 | 5월 22일 | 달걀의 화려한 외출 스카치 에그                |
| 35회 | 5월 26일 | 서민 요리의 탄생 마파두부                     |
| 36회 | 5월 27일 | 오래된 전통의 맛 도후 덴가쿠                  |
| 37회 | 5월 28일 | 쫄깃한 두부의 변신 경장육사                   |
| 38회 | 5월 29일 | 장군의 보양식 연포탕                          |
| 39회 | 6월 1일  | 캠핑의 꽃 바비큐 립                           |
| 40회 | 6월 2일  | 캠핑의 전설 카우보이 스테이크                 |
| 41회 | 6월 3일  | 바비큐의 색다른 불 맛, 풀드 포크 샌드위치     |
| 42회 | 6월 4일  | 자연 속의 낭만, 훈제 연어                     |
| 43회 | 6월 5일  | 꼬치구이의 매혹, 케밥                         |
| 44회 | 6월 8일  | 이색 건강 요리 팔레오 볼로네제 스파게티       |
| 45회 | 6월 9일  | 유목민의 발견, 요구르트 가지 구이             |
| 46회 | 6월 10일 | 샐러드의 클래식 월도프 샐러드                 |
| 47회 | 6월 11일 | 승려의 별미 쇼진 우동                         |
| 48회 | 6월 12일 | 러시아 국민 샐러드 올리비에 샐러드            |
| 49회 | 6월 15일 | 달콤함의 건축 밀푀유                          |
| 50회 | 6월 16일 | 디저트의 과학 피스타치오 아이스크림           |
| 51회 | 6월 17일 | 여왕의 디저트 과일 젤리                       |
| 52회 | 6월 19일 | 추억의 맛 체리 파이                           |
| 53회 | 6월 22일 | 궁극의 바삭함 덴푸라                          |
| 54회 | 6월 23일 | 페르시아의 달콤한 유혹 파루데와 소한          |
| 55회 | 6월 24일 | 세계를 담은 한 판 피자                        |
| 56회 | 6월 25일 | 사막의 지혜 양고기 타진                       |
| 57회 | 6월 26일 | 나눔의 접시, 인제라                           |
| 58회 | 6월 29일 | 영웅의 고기 비프 웰링턴                       |
| 59회 | 6월 30일 | 고기보다 두부! 간모도키                       |
| 60회 | 7월 1일  | 어머니의 그리움 솜트임파푸                    |
| 61회 | 7월 2일  | 나눔의 한 끼 닭고기 간장 바비큐               |
| 62회 | 7월 3일  | 특별한 한 끼 감자 새우 볶음면                 |

## 수상
- 2015년 제 51회 백상예술대상 교양 작품상

## 기타
- 출판사 예담에서『이욱정PD의 요리인류키친』으로 출간됨(2015.11)